# Termas imperiales de Tréveris
Las Termas imperiales de Tréveris o Kaiserthermen en alemán se sitúan cerca del Rheinisches Landes-Museum en Tréveris, Alemania. Construidas a inicios del siglo IV, durante el reinado de Constantino I el Grande, eran el tercer mayor complejo de termas del mundo romano. Las ruinas de las paredes y cimentaciones todavía muestran el diseño original. Los muros del caldarium (sala con piscina de agua caliente) son las mejor preservadas. Después vienen el tepidarium, las termas templadas.
El espacioso frigidarium era usado para los baños fríos y la palestra, una área externa para los ejercicios, también era amplia. La otra parte fundamental de las termas era el sistema de calefacción hypocaustum, en el que el aire era calentado por hornos y conducido por debajo del pavimento.
En 1986, las termas imperiales, así como otros monumentos romanos que se conservan en Tréveris y en la región, se inscribe en la lista de Patrimonio de la Humanidad por la Unesco, dentro del conjunto denominado Monumentos romanos de Tréveris (Porta Nigra, anfiteatro, basílica de Constantino, Barbarathermen, puente romano, termas imperiales y columna de Igel), catedral de Tréveris e iglesia de Nuestra Señora de Tréveris.